# Comuna Velîka Iaromirka, Horodok
Velîka Iaromirka (în ucraineană Велика Яромірка) este o comună în raionul Horodok, regiunea Hmelnîțkîi, Ucraina, formată din satele Mala Iaromirka, Velîka Iaromirka (reședința) și Zavadînți.

## Demografie
Componența lingvistică a comunei Velîka Iaromirka
     Ucraineană (98,93%)
     Alte limbi (0,65%)
Conform recensământului din 2001, majoritatea populației comunei Velîka Iaromirka era vorbitoare de ucraineană (98,93%), existând în minoritate și vorbitori de alte limbi.